# 中澤流護身術
中澤流護身術（なかざわりゅうごしんじゅつ）とは、中澤蘇伯が開いた護身術（柔術）の流派。

## 歴史
山梨県の中澤蘇伯が開いた護身術である。
講習会方式の速成教授方式を採用しており、一時期かなり普及したが中澤蘇伯の死によって衰退した。
中澤蘇伯の弟で二代目の中澤輝一と、孫で三代目の中澤好夫が復活を試みたが普及しなかった。
その後中断していたが平成に入り、国際水月塾武術協会の小佐野淳が入門し、免許皆伝を得たことにより復活した。
小佐野淳は中澤流の全技法と中澤家残されていた中澤流に関する全史料を受け継ぎ4代目を継承した。
現在は、国際水月塾武術協会によって伝承されている。

## 系譜
- 流祖　　中澤蘇伯
  - 天地霊保
  - 並木蘇治
  - 奥山龍峰（八光流開祖）
- 二代目　中澤輝一
- 三代目　中澤好夫
- 四代目　小佐野淳

## 技法
初段抜手術　12本
上ゲ抜キ、曲ゲ抜キ、内撚抜キ、外撚抜キ、突キ抜キ、引キ抜キ
逆抜キ、内腕抜キ、外腕抜キ、中抜キ、外抜キ、横抜キ
二段返手術　12本
上ゲ撚返シ、下ゲ撚返シ、引腕返シ、片手返シ、両手返シ、小手返シ
袖返シ、親指返シ、上ゲ返シ、突キ返シ、左横返シ、右横返シ
三段體返術　12本
頭髪返シ、襟占返シ、片胸返シ、両胸返シ、上ハ抱返シ、下抱返シ
横抱返シ、後首占メ、後袂返シ、後衿返シ、後上抱キ、後下抱キ
四段座捕七法方式　4本
座捕り左方式、胸捕り右方式、短刀突き懸り、左右籠手堅め左方式
五段四方投八法方式　8本
正則左右左方式、應用左右左方式、左右逆抜睾丸當、左右突抜睾丸當
六段真剣白刃捕四法方式　4本
匕首切込、匕首突込、匕首切込み膝堅め、日本刀躰飜法
七段暴漢早縄術三方式　3本
立躰捕り左方式、立躰打懸捕り方式、立躰突懸捕り方式
八段體堅法　12法
呼吸法、握拳法、手刀法、平手法、頭堅法、強肩法
肘堅法、膝堅法、踵堅法、足先法、鎮魂法、水月受身法
九段當身術　12手
霞當術、片手投、平手術、打撃術、拂倒術、突破術
肘當術、足踵術、蹴倒術、引身車衝、後先當、眞剣白刄取
十段早當術　12手
石火當、出合當、起頭當、拍子當、重ね當、双拳當
外れ當、拂ひ當、圓形當、魔法當、抜手當、他方當
十一段活用法　7法
轉氣法、挫折法、誘念法、利用法、放任法、假當法、本當法
天狗飛切術、惡漢歩行止
十二段戦前法　12法
廟算法、正奇法、位置法、間合法、光除法、障除法
進退法、烈對法、衆對法、知癖法、必勝法、正勝法
極秘妙術
後先必勝術、氣合術、合氣術、隠身術、遠當術
唾針法、連鎖術、砂礫術、氣合投、引身術
救急法

気合術極意

心身鍛錬法